# 배봉산
배봉산(拜峰山)은 대한민국 서울특별시 동대문구 전농동에 있는 한국의 화강암 산이다. 1992년에 공원으로 지정되었고 높이는 해발 108m이며, 전체 면적은 265,582m2이다. 인근에 서울시립대학교, 삼육보건대학, 삼육의료원 서울병원 등이 있다. 매우 낮은 해발고도로 인해 등산이 매우 쉽다.
원래 답십리까지 걸쳐 있었던 산이었다. 하지만 도시를 개발하는 과정에서 배봉산을 3등분 했으며 답십리쪽에서 자른 부분에는 촬영소 고개가 생겨나고 전농동 쪽에서 자른 부분은 사가정로가 되었다.
사도세자의 묘소인 영우원이 수원으로 옮겨지기 전에 배봉산에 있었다. 순조의 생모 수빈 박씨의 묘소인 휘경원도 남양주로 옮겨지기 전에 배봉산에 있었다. 배봉이라는 이름의 유래는 불분명하다. 정조가 부친의 묘소를 향해 절을 했기 때문이라는 설, 산의 형상이 도성을 향해 절을 하는 형세를 보이기 때문이라는 설, 이곳에 왕실의 묘소인 영우원과 휘경원이 있어서 나그네들이 고개를 숙이고 지나게 되었기 때문이라는 설, 배봉산 앞뜰의 동적전에서 왕이 친히 농사를 지으며 하늘에 풍년을 기원한 선농제와 관련이 있다는 설 등이 있다.

## 관련 문화재
- 배봉산 보루 (서울특별시 기념물 제42호)

## 같이 보기
- 한국의 산
- 서울의 산 목록